# Tilegnet Janne
|  | Denne artikel er oprettet af botten PalnaBot ud fra en ekstern database. Den kan derfor have sproglige fejl eller mangler. Denne skabelon kan fjernes efter kontrol af indholdet. |

Tilegnet Janne er en film instrueret af Jens Bukh.

## Handling
Om at kræft ikke er uhelbredelig - og om medicinalindustriens magt. Rigshospitalet nægtede fuldstændig at samarbejde med forældrene, der også blev frataget deres sociale rettigheder, da de valgte at tage deres 6-årige pige med hjem fra leukæmiafdelingen. Afdelingens andre børn er døde, men Janne lever takket være forskellige naturhelbrederes indsats.